# Playgirlz
Playgirlz è il primo album in studio della discografica giapponese, il secondo in assoluto, del girl group sudcoreano After School, pubblicato nel 2012.

## Tracce
1. Rip off – 2:58
2. Rambling girls – 3:29
3. Broken Heart (feat. Jung-A, Raina, Nana, E-Young) – 3:21
4. Diva (Japanese Version) – 3:21
5. Just In Time – 3:30
6. Shampoo (Japanese Version) – 4:38
7. Because of You (Japanese Version) – 4:09
8. Gimme Love – 3:42
9. Miss Futuristic (feat. Kahi, Juyeon, U-ie, Lizzy) – 3:11
10. Bang! (Japanese Version) – 3:22
11. Tell Me – 4:09